# (17936) Nilus
(17936) Nilus (1999 HE3) – planetoida z pasa głównego asteroid okrążająca Słońce w ciągu 3,4 lat w średniej odległości 2,26 j.a. Odkryta 24 kwietnia 1999 roku.